# Конвой H-6
Конвой H-6 — японський конвой часів Другої світової війни, проведення якого відбувалось у листопаді 1943-го.
H-6 належав до серії конвоїв, які в 1943―1944 роках ходили між важливим транспортним хабом у Манілі та островом Хальмахера зі складу Молуккського архіпелагу (північний схід Нідерландської Ост-Індії), який, зокрема, відігравав важливу роль у постачанні японських сил на заході Нової Гвінеї.
До складу конвою увійшли транспорти «Тацухару-Мару» (Tatsuharu Maru), «Чінкай-Мару", «Р'юсей-Мару» (Ryusei Maru) та «Нанрей-Мару» тоді як охорону забезпечував патрульний корабель PB-103.
22 листопада 1943-го загін вийшов з Маніли. 24 листопада «Нанрей-Мару» відокремився від загону, натомість 26 листопада до конвою приєднались «Гамбург-Мару» та «Фуджикава-Мару» (Fujikawa Maru).
Хоча маршрут конвою пролягав через кілька районів, де традиційно патрулювали ворожі підводні човни, цього разу операція пройшла без інцидентів і 29 листопада японський загін досягнув затоки Кау на острові Хальмахера.